# Jewgienija Bielakowa
Jewgienija Aleksandrowna Bielakowa (ros. Евгения Александровна Белякова; ur. 27 czerwca 1986 w Leningradzie) – rosyjska koszykarka, występująca na pozycjach rzucającej lub niskiej skrzydłowej, reprezentantka kraju, multimedalistka międzynarodowych imprez koszykarskich.

## Osiągnięcia
Na podstawie, o ile nie zaznaczono inaczej.

### Drużynowe
- Mistrzyni:
  - WNBA (2016)
  - Euroligi (2016, 2018, 2019, 2021)
  - Rosji (2016–2019, 2021, 2023)
- Wicemistrzyni:
  - Ligi Bałtyckiej (2011)
  - Rosji (2012, 2013, 2022)
- Zdobywczyni:
  - superpucharu:
    - Europy (2016, 2018, 2019)
    - Rosji (2021, 2023)

  - Pucharu Rosji (2015, 2017, 2019)
- Finalistka:
  - Superpucharu Europy (2015, 2021)
  - Pucharu Rosji (2013, 2020)
- Uczestnik rozgrywek:
  - Euroligi (2004/2005, 2011–2018)
  - Eurocup (2008/2009)

### Indywidualne
(* – nagrody przyznane przez portal eurobasket.com)
- Defensywna zawodniczka roku ligi rosyjskiej (2014)*
- MVP kolejki ligi rosyjskiej (19 – 2017/2018)*
- Zaliczona do*:
  - I składu zawodniczek krajowych ligi rosyjskiej (2011, 2014, 2016, 2018, 2019)
  - II składu:
    - All-Europeans (2014)
    - ligi:
      - bałtyckiej (2011)
      - rosyjskiej (2014, 2019)

  - III składu ligi rosyjskiej (2020)
  - składu honorable mention ligi rosyjskiej (2016)

### Reprezentacja
Seniorska
- Mistrzyni Europy (2011)
- Uczestniczka:
  - igrzysk olimpijskich (2012 – 4. miejsce)[5][6]
  - mistrzostw Europy (2011, 2013 – 13. miejsce, 2015 – 6. miejsce, 2017 – 9. miejsce, 2019 – 8. miejsce)
  - kwalifikacji do Eurobasketu (2015, 2017)

Młodzieżowe
- Mistrzyni:
  - Europy U–20 (2006)
  - Europy U–18 (2004)
- Wicemistrzyni uniwersjady (2007, 2009)
- Uczestniczka:
  - mistrzostw świata:
    - U–21 (2007 – 4. miejsce)
    - U–19 (2005 – 4. miejsce)

  - kwalifikacji do mistrzostw Europu U–18 (2004)
- Zaliczona do I składu uniwersjady (2009)*